# Charles de Rohan-Gié
Charles de Rohan († 6. Mai 1528) war ein französischer Adliger und Militär aus dem Haus Rohan.
Er war Seigneur de Gié, Vicomte de Fronsac, Comte de Guise (bis 1526), Comte d‘Orbec (ab 1526), Seigneur du Verger et de Sablé etc., und Grand Échanson de France.

## Leben
Er war der Sohn von Pierre de Rohan-Guéméné, Seigneur de Gié, Vicomte de Fronsac, Comte de Guise, Marschall von Frankreich, und Françoise de Penhoët, Vicomtesse de Fronsac.
Am 18. November 1498 wurde er zum Grand Bailli und Gouverneur von Touraine und 1501 zum Ritter des Michaelsordens ernannt. 
Er heiratete er am 24. Februar 1504 Charlotte d'Armagnac, 1503 Duchesse de Nemours, Pair de France, Comtesse de Guise et Dame de Sablé († 1504) aus dem Haus Lomagne, Tochter von Jacques d’Armagnac, Duc de Nemours, Comte de La Marche, Pair de France, und Louise d'Anjou, der Schwester der zweiten Frau seines Vaters. Charlotte starb jedoch im August 1504, woraufhin es zu einem Rechtsstreit zwischen dem Haus Rohan und dem Haus Lothringen über den Besitz von Guise kam. Ein Vergleich beendete ihn schließlich 1526: Charles verzichtete auf Guise und erhielt im Gegenzug Orbec.
Er nahm 1513 am Feldzug in der Picardie teil, kämpfte 1515 in der Schlacht bei Marignano und bei der Eroberung von Mailand. 1523 war er einen der weltlichen Pairs beim Urteil über den Connetable de Bourbon.
Da er mit Charlotte d’Armagnac kinderlos blieb, heiratete er in zweiter Ehe Giovanna di Sanseverino, die Tochter von Bernardino di Sanseverino, Fürst von Bisignano, und Eleonore (Dianora) Todeschini Piccolimini d‘Aragona. Ihre Kinder sind:
- François († 29. Dezember 1559), Seigneur de Gié, Vicomte de Fronsac, Comte d’Orbec; ⚭ (1) 23. März 1536 Catherine de Silly, Comtesse de Rochefort, Tochter von Charles de Silly und Philippe von Saarbrücken-Commercy; ⚭ (2) Renée de Rohan, Tochter von Louis V. de Rohan, Seigneur de Guémené, sie heiratete in zweiter Ehe René de Laval, Seigneur de Loué († 1562) (Stammliste der Montmorency), und in dritter Ehe Jean de Laval, Marquis de Nesle, Comte de Joigny et de Maillé († 1576) (Stammliste der Montmorency)
- Claude, Dame de Thoury, Mätresse des Königs Franz I.; ⚭ I 1537 Claude I. de Beauvilliers, Comte de Saint-Aignan († 1540); ⚭ II Julien de Clermont, Baron de Thoury (Haus Clermont-Tonnerre)
- Jacqueline († Juli 1587); ⚭ (Ehevertrag 19. Juli 1536) François d’Orléans-Longueville, Markgraf von Rötteln, Vicomte de Melun († 25. Oktober 1548) (Orléans-Longueville)